# Julio de la Rosa
Julio de la Rosa (Jerez de la Frontera, 18 de agosto de 1972) es un músico y compositor de bandas sonoras. 
Se le ha considerado artista multidisciplinar por la cantidad de facetas artísticas que es capaz de llevar a cabo con éxito: Compositor, multi-instrumentista, cantante, productor discográfico, pero también escritor, fotógrafo, realizador, etc. Es famoso especialmente por sus bandas sonoras de películas y series, faceta en la que ha obtenido los mayores premios, entre ellos el premio Goya a la mejor música original por La isla mínima (2015) o el Premio de la Asociación de Escritores Cinematográficos de Andalucía por la pelícuia Primos (2012), además de otros galardones y nominaciones. En la escena musical sus propios discos siempre son muy bien recibidos por la crítica y el público. 

## Biografía
Nacido en Jerez, se trasladó a Sevilla para estudiar Comunicación Audiovisual en la Universidad de Sevilla. En la actualidad reside en la Sierra Norte de Madrid.
Se dio a conocer como cantante, compositor y guitarrista del grupo musical El Hombre Burbuja, activo entre 1995 y 2002. Posteriormente ha simultaneado la composición de bandas sonoras con su carrera en solitario, con su nombre, Julio de la Rosa, o simplemente De la Rosa, teniendo como resultado su álbum debut en solitario llamado M.O.S. (2004). También ha participado en el proyecto Fantasma #3. Ha recibido el premio del público en los Premios de la Música Independiente y sus discos suelen estar en lo alto de las listas de Lo Mejor del Año para la mayoría de revistas musicales. A menudo se le ha considerado uno de los mejores letristas de canciones en español.
En 2005, con la película Siete vírgenes, comienza a componer música para películas de la mano del aclamado director de cine Alberto Rodríguez, convirtiéndose en su compositor habitual del mismo modo que Nino Rota lo fue para Fellini o Delerue para Truffaut. Desde entonces, ha compuesto decenas de bandas sonoras también para otros directores españoles, latinoamericanos y centroeuropeos, amén de series para televisión y plataformas, llegando a estar nominado al Goya hasta en cuatro ocasiones: Grupo 7, El Hombre de las Mil Caras, La Isla Mínima, película con la que consiguió la estatuilla, la Medalla de los Escritores Cinematográficos y el premio Feroz de la crítica, y Modelo77. Además del thriller es muy solicitado para la comedia romántica, el drama o el cine fantástico.

## Otras facetas
Como escritor ha publicado seis libros: Las novelas Peaje y Wendy y la Bañera de los Agujeros Negros; las obras de textos breves Tanto rojo bajo los párpados y Diez años foca en un circo; el libro de poesía Vacaciones y el libro de fotografías y textos Esperando a Inés.
Como realizador, ha dirigido dos cortometrajes, El Mal Amor y Ciconia Ciconia, ambos presentados en festivales de todo el mundo, y casi una veintena de videoclips para su carrera en solitario, destacando Maldiciones Comunes y Sexy Sexy Sexy (primer premio del festival de videoclips FIVA 2011).
Como productor discográfico ha producido los discos del australiano Aaron Thomas (Follow the elephants, 2008), de los mallorquines Nova Ternura (Syncopated Waves, 2009), los tres álbumes de su pareja Helena Goch (Little tiny blue Men, 2015, La rama dorada, 2017, y Motor y al aire, 2019), o de Rusos Blancos (Algo nuevo, algo viejo, algo prestado, 2018).
En 2017 anunció su retirada de los escenarios para centrarse en su carrera como compositor de bandas sonoras, aunque continúa publicando discos y libros regularmente.

## 1.1.	Bandas sonoras para cine
- 2022: Modelo 77, dirigida por Alberto Rodríguez.
- 2022: El Universo de Oliver, dirigida por Alexis Morante.
- 2021: Loco por Ella, dirigida por Dani de la Orden.
- 2020: La Lista de los Deseos, dirigida por Alvaro Díaz Lorenzo.
- 2019: Diecisiete, dirigida por Daniel Sánchez Arévalo.
- 2019: Parking, dirigida por Tudor Giurgiu (Rumanía).
- 2019: Los Japón, dirigida por Alvaro Díaz Lorenzo.
- 2018: El Aviso, dirigida por Daniel Calparsoro.
- 2018: El Cuaderno de Sara, dirigida por Norberto López Amado.
- 2017: Señor Dame Paciencia, dirigida por Alvaro Díaz Lorenzo.
- 2016: El Hombre de las Mil Caras, dirigida por Alberto Rodríguez.
- 2016: Cien Años de Perdón, dirigida por Daniel Calparsoro.
- 2016: Tenemos que Hablar, dirigida por David Serrano.
- 2015: La Isla Mínima, dirigida por Alberto Rodríguez.
- 2014: Sexo Fácil Películas Tristes, dirigida por Alejo Flah.
- 2013: El Amor no es lo que era, dirigida por Gabriel Ochoa.
- 2013: Casting, dirigida por Jorge Naranjo.
- 2012: Ali, dirigida por Paco Baños.
- 2012: Grupo 7, dirigida por Alberto Rodríguez.
- 2011: La Lección de Pintura, dirigida por Pablo Perelman (Chile).
- 2011: Juan de los Muertos, dirigida por Alejandro Brugués (Cuba).
- 2011: Lo Contrario al Amor, dirigida por Vicente Villanueva.
- 2011: Primos, dirigida por Daniel Sánchez Arévalo.
- 2010: Carne de Neón, dirigida por Paco Cabezas.
- 2009: After, dirigida por Alberto Rodríguez.
- 2008: Una Palabra Tuya, dirigida por Ángeles González Sinde.
- 2005: Siete Vírgenes, dirigida por Alberto Rodríguez.

## 1.2.	Bandas sonoras para series de TV y plataformas
- 2023: El Hijo Zurdo, dirigida por Paco R. Baños y Rafael Cobos
- 2023: La Chica de Nieve, dirigida por David Ulloa y Laura Alvea
- 2022: La Noche Más Larga
- 2022: Días Mejores
- 2022: Meet Cute
- 2021: Los Protegidos El Regreso
- 2020: Veneno
- 2020: Inés del Alma Mía
- 2020: Por H o por B
- 2029: Perdida
- 2018: La Peste
- 2017: El Incidente
- 2016: Mar de Plástico
- 2015: La Embajada
- 2012: Física o Química
- 2009: El Síndrome de Ulises

## 2.	Discografía
- 2021: El Apego (Ernie Records)[5]
- 2017: Hoy se celebra todo (Ernie Records)
- 2013: Pequeños trastornos sin importancia (Ernie Records)
- 2010: La Herida Universal (Ernie Records).
- 2008: El Espectador (Everlasting Records).[6]
- 2006: Los Amores Ridículos (como Fantasma #3, Limbo Starr Records). [7] (2006)
- 2006: Tú Ves Ovnis (como El Hombre Burbuja, recopilatorio, Everlasting Records).
- 2005: Las Leyes del Equilibrio (Everlasting Records).
- 2004. M.O.S. (Everlasting Records).[8]
- 2002: La Paz está en las Matemáticas (como El Hombre Burbuja, Everlasting Records).
- 2000: Nadando a Crol (como El Hombre Burbuja, Everlasting Records).[9]
- 1999: El Hombre Burbuja (como El Hombre Burbuja, Everlasting Records).

## 3.	Narrativa
- 2021: Esperando a Inés (Ernie Books).
- 2017: Wendy y la bañera de los agujeros negros (Editorial Aristas Martínez).
- 2013: Peaje (Tropo Editores).
- 2011: Vacaciones (Editorial Ultramarina).
- 2008: Diez años foca en un circo (Editorial Chorrito de Plata).
- 2006: Tanto rojo bajo los párpados (Editorial Chorrito de Plata).

## 4.1. Cortometrajes
- 2015: El Mal Amor (cortometraje). Presentado en Festival de Cannes (Francia), North Hollywwod CineFest (USA) y Orillia Film Festival (Canadá).
- 2014: Ciconia Ciconia (cortometraje). Realizado para la XIII edición de Jameson Notodo Film Fest (España).

## 4.2. Videoclips
- 2013: Maldiciones Comunes
- 2013: Un corazón lleno de escombros
- 2013: Gigante
- 2012: Resumiendo
- 2012: El amor desperdiciado
- 2012: Violines de noche
- 2011: Sexy Sexy Sexy
- 2011: Entresemana
- 2011: Canción de guerra
- 2011: El anzuelo
- 2010: Una mierda de canción
- 2010: No me mires con los ojos
- 2010: El temporal
- 2010: Las Camareras
- 2010: Uno

## 5.	Galardones
Premios Goya
| Año  | Categoría             | Película                   | Resultado |
| ---- | --------------------- | -------------------------- | --------- |
| 2016 | Mejor música original | El hombre de las mil caras | Nominado  |
| 2014 | Mejor música original | La isla mínima             | Ganador   |

Medallas del Círculo de Escritores Cinematográficos
| Año  | Categoría    | Película       | Resultado |
| ---- | ------------ | -------------- | --------- |
| 2014 | Mejor música | La isla mínima | Ganador   |

Premios Platino
| Año  | Categoría             | Película       | Resultado | Ref.   |
| ---- | --------------------- | -------------- | --------- | ------ |
| 2015 | Mejor música original | La Isla Mínima | Nominado  | [ 11 ] |

- Trofeo ALCINE 2012 a la mejor música original por "Bendito simulacro".